# Eryonoidea
Eryonoidea is een superfamilie van kreeftachtigen uit de klasse van de Malacostraca (hogere kreeftachtigen).

## Familie
- Eryonidae De Haan, 1841